# Koszanowo (powiat kościański)
Koszanowo – wieś w Polsce położona w województwie wielkopolskim, w powiecie kościańskim, w gminie Śmigiel. Dawna wieś Koszanowo stanowi obecnie część miasta Śmigiel.

## Historia
Wieś ma metrykę średniowieczną i pierwotnie związana była z Wielkopolską. Istnieje co najmniej od początku XIV wieku. Wymieniona została w 1301 w łacińskim dokumencie jako Kossonow, 1311 Cossonow, 1312 Cossenow, 1320 Kossonos, 1352 Cosszonovo, 1360 Kozzonow, 1400 Cosnaw, 1403 Kosszonowo, 1404 Cosznowo, 1405 Kosschonowo, 1415 Coschnaw, 1418 Coschanowo, 1419 Coszinowo.
Miejscowość była własnością szlachecką należącą do lokalnej szlachty wielkopolskiej z rodu Koszanowskich herbu Szaszor, którzy od nazwy wsi utworzyli swoje odmiejscowe nazwisko. Pierwotnie wieś przynależała o opola przemęckiego, reliktu wspólnoty rodowo-terytorialnej wywodzącej się z okresu plemiennego, który w średniowieczu stał się podokręgiem kasztelanii. Miejscowość odnotowano w latach 1401-1417 w granicach tego opola. W 1470 należała do powiatu kościańskiego Korony Królestwa Polskiego. Od 1404 była siedzibą własnej parafii, a następnie przeniesiona do parafii Śmigiel.
W połowie XIII wieku Koszanowo należało do komesa Szaszora Dzierżykraja, który był tez właścicielskim wsi: Olszewo, Witosław, Wilkowo i Kopanicę. Wsie Kopanicę, Witosław i Koszanowo otrzymał jego najstarszy syn Dzierżykraj, żyjący w drogiej połowie XIII wieku. Z kolei objął Koszanowo i Witosław syn tegoż Boguchwał, który w roku 1301 podarował Witosław biskupom Poznańskim. Wspomniany Boguchwał jest identyczny z kanonikiem poznańskim Boguchwałem z Koszanowa, zachodzącym w źródłach aż do roku 1320.
W pierwszej połowie XIV wieku Koszanowo odziedziczył brat Boguchwała z Koszanowa, Michał, kasztelan koniński i kwieciszewski (1311-43), który miał w Czaczu brata Andrzeja, kasztelana poznańskiego i generalnego starostę wielkopolskiego (1311–43). Między nimi następuje w roku 1337 układ spadkowy, na mocy którego Andrzej z Czacza przejmuje wieś Koszanowo w zamian za zrzeczenie się Koryt i Popowa Niemieckiego. W 1339 średniowieczne dokumenty odnotowały Andrzeja z Koszanowa jako starostę poznańskiego, rycerza pasowanego oraz człowieka piśmiennego (łac. litteratus), który zeznawał przed sądem papieskim w procesie polsko-krzyżackim jaki nastąpił po wojnie polsko-krzyżackiej w latach 1327-1332. W 1332 Andrzej wraz z innymi rycerzami wielkopolskimi był uczestnikiem zjazdu w Gnieźnie, po którym ruszyli na pomoc oblężonemu Brześciowi Kujawskiemu, lecz nie zdołali się do niego przebić. Andrzej brał także udział wraz z posłami królewskimi w rokowaniach pokojowych z krzyżakami w Toruniu. Widział armię krzyżacką łupiącą Gniezno i inne miejscowości wielkopolskie. W lipcu 1331 wraz z królem polskim Władysławem Łokietkiem brał udział w bitwie pod Pyzdrami, w której zabito mu 8 koni.
Po nim objął Koszanowo jego syn Janusz (1343-59). Synowie jego Franek i Ubisław z Koszanowa brali udział wraz z stryjem Michałem z Czacza w buncie szlachty wielkopolskiej pod przewodnictwem Maćka Borkowicza, wojewody Poznańskiego, w 1352 roku. Za to ukarani zostali, podobnie jak ich stryj, konfiskatą Koszanowa przez króla Kazimierza Wielkiego w roku 1370.
W drugiej połowie XIV wieku majątki w Koszanowie po Szaszorach nabyli Opalowie, którzy przyjechali z Łużyc do Polski, z miejscowości Opalenia (niem. Oppeln). Koszanowo i Czacz nabył Opalita Mikołaj Ramsz, który już w roku 1388 występuje jako posesor wsi. Wytoczył on w roku 1399 skargę w sadzie grodu Kościańskiego przeciwko Piotrowi Grotowi z Żytawy łużyckiej, prawdopodobnie był to kupiec podróżujący z towarami. Na świadków powołał Piotra ze Skoraczewa i Marcina z Jeligowa. Majątki te objęli po nim domniemani synowie, względnie jego bracia, Henryk de Opol, zwany także Ramszem Opolskim vel Czackim, Andrzej Ramsz i Rydygier Ramsz. Pierwszy z nich, Henryk, otrzymał część Koszanowa i Czacza, drugi Robaczynę i cześć Chełkowa, ostatni Rydygier, całe Koszanowo po zrzeczeniu się przez Henryka de Opol na rzecz brata swojej części w Koszanowie, na której Henryk de Opol (Ramsz) utworzył przedtem nowa osadę miejską – Śmigiel.
W 1401 właścicielem we wsi był także Jan Stopacz, który w 1402 sprzedał swoje majętności w Koszanowie Ramszowi Opalowi z Czacza. Rydygier po objęciu Śmigla i Koszanowa po bracie Henryku, widnieje jako wyłączny ich właściciel. Rydygier przyjął odmiejscowe nazwisko Koszanowski (1394-1419) wywodzące się od nazwy wsi. Majątki te objął po nim syn Mikołaj Remszel Śmigielski vel Koszanowski (1419-39) wicepodkomorzy wschowski, który utonął w Odrze podczas wyprawy na Śląsk (1439). Żona jego była Katarzyna Bnińska, siostra biskupa poznańskiego Andrzeja. Synowie ich Włodek i Mikołaj Śmigielscy wraz z matka Katarzyną i za zgodą swych krewnych Jana z Opola Bromkowskiego vel Nietążkowskiego oraz Henryka z Opola Robaczyńskiego, synów Henryka de Opol, sprzedali w roku 1443 Śmigiel, Koszanowo, Nowąwieś i połowę Popowa Niemieckiego swoim wujom Łodzicom Janowi, Piotrowi i Wojciechowi z Bnina Bnińskim. Z tych wziął Koszanowo wraz ze Śmiglem Wojciech (zm. 1479) protoplasta Śmigielskich z Bnina, linia tego rodu wymarła na Adamie Śmigielskim, Sławnym Staroście Gnieźnieńskim. Po połowie Koszanowo otrzymali synowie Wojciecha, a mianowicie Andrzej (1451–79) i Mikołaj Łodzia (1474–95) Śmigielscy. Część Koszanowa która należała do Andrzeja, przez Małgorzatę, jego córkę, w 1504 roku przeszła do rodziny Doliwów Rożdrażewskich. Posiadał ja maż Małgorzaty, Jan Doliwa Rożdrażewski, Kasztelan międzyrzecki, którego potomkowie posiadali ją aż pod koniec XVI wieku. (Wienczesław Doliwa Rozdrażewski 1580). Druga cześć Koszanowa, Mikołaja Śmigielskiego, przeszła na jego potomków: syna Andrzeja, (1508-35), wnuka Mikołaja (1528-50) i prawnuka Kaspra Śmigielskiego (1551–70). Córka tego ostatniego Jadwiga była ostatnią posesorką Koszanowa (w roku 1580). Prócz nich jako właściciel części wsi w roku 1580 występuje niejaki Maciej (lub Mateusz) Niwski, trzecia część należała do Wieńczysława Rozdrażewskiego. Cała wieś liczyła wówczas 11,25 lana, tj. ok. 225 ha.
W połowie XVI wieku majętności we wsi posiadał Stanisław Śmigielski poprzez jego żonę Jadwigę Kiszewską, która na dobrach koszanowskich zapisaną miała oprawę wienną. W 1556 Stanisła Śmigielski wraz z żoną Jadwigą Kiszewską sprzedał Rafałowi Leszczyńskiemu część osiadłej wsi Nietąszkowo oraz opustoszałej wsi Unino, a także część miasta Śmigla oraz dwa ogrody w Koszanowie obok ogrodów tegoż Rafała i Sebastiana Kani, a także połowę młyna Bliższego w Koszanowie i łąkę zwaną Spólna łąka w tej wsi za 600 złotych.
Miejscowość odnotowały historyczne rejestry podatkowe. W 1510 wieś Koszanowo miała 8,5 łana osiadłego, jeden łan opuszczony, 12 zagrodników osiadłych i trzech gospodarujących na łanach opustoszałych. W 1530 pobrano podatki od 8 łanów, 3 grosze od korzecznika (czyli młyna zbożowego stojącego koło rzeki). W 1563 miał miejsce pobór podatków od 13 łanów, dwóch kół korzeczników, dwóch wiatraków, 2 młynów, 4 rzemieślników oraz 6 komorników. W 1581 z działu Macieja Niwskiego pobrano podatki od 3 łanów, z działu Wacława Rozdrażewskiego natomiast od 4,5 łana, dwóch młynów korzecznych, a z działu Jadwigi Śmigielskiej od 3 i 3/4 łana, a także od jednego rzemieślnika.
W latach 1581–1583 w Koszanowie mają kolejno swoje udziały: Piotr i Stanisław Cykowscy 3 i 3/4 łana, Stanisław Robaczyński-Czacki, Wacław Rozdrażewski 4,5 łana oraz Jadwiga Śmigielska 3 i 3/4 łana. W 1598 roku Koszanowo posiada Stanisław Cikowski, właściciel części Śmigla, który to w  roku 1604 sprzedaje ją Pawłowi Arciszewskiemu. Ten odsprzedaje wieś bratowej Helenie z Zakrzewskich z domu Arciszewskiej, żonie Eliasza, matce Krzysztofa Arciszewskiego i Eliasza Arciszewskiego.  Od niej Koszanowo nabywa Rafał VII Leszczyński wojewoda belski, współwłaściciel Śmigla i odtąd ma Koszanowo wspólnych właścicieli ze Śmiglem aż do schyłku XVIII w. Na początku XVIII w. Śmigiel wraz z Koszanowem stanowił własność Króla Stanisława Leszczyńskiego, a po Leszczyńskich należał do Sulkowskich, następnie Chłapowskich.
W wyniku II rozbioru Rzeczypospolitej w 1793, miejscowość przeszła w posiadanie Prus i jak cała Wielkopolska znalazła się w zaborze pruskim. W okresie Wielkiego Księstwa Poznańskiego (1815-1848) miejscowość wzmiankowana jako Koszanowo należała do wsi większych w ówczesnym pruskim powiecie Kosten rejencji poznańskiej. Według spisu urzędowego z 1837 r. Koszanowo liczyło 417 mieszkańców, którzy zamieszkiwali 31 dymów (domostw). Od początku XIX w. dobra znajdowały się w rekach księżnej na Żaganiu Acerenzy Pignatelli. Ona z kolei zapisała dobra księciu kurlandzkiemu Bironowi. W 1881 r. właścicielem majętności Stare Bojanowo, do którego należały także dobra rycerskie Koszanowo wraz z Bruszczewem był książę Kalikst Biron von Curland. Następnie dobra należały do Gustawa Birona von Curland, a w 1903 r. przeszły na własność Skarbu Państwa Pruskiego. W 1912 od Komisji Osadniczej majątek nabył Carl von Hoffmannswalden, dotychczasowy dzierżawca majątku, wraz z zona Minną z d. Kapell. W 1937 r. właścicielką była wdowa Minna Hoffmannswalden, a od 1943 r. Marie Luise Fengler po pierwszym mężu Hoffmannswalden, z d. von Tempelhoff.
W latach 1975–1998 miejscowość należała administracyjnie do województwa leszczyńskiego.